# Eleccions presidencials de l'Equador de 2023
Les eleccions presidencials de l'Equador de 2023 es celebraren el diumenge 20 d'agost per escollir el president i vicepresident constitucionals de la República de l'Equador i així completar el període constitucional 2021-2025. Les eleccions van ser convocades després del decret presidencial del govern de Guillermo Lasso, en què es va activar un mecanisme constitucional, anomenat «mort creuada», que atorga la facultat per convocar eleccions extraordinàries per renovar la Presidència, Vicepresidència i Assemblea Nacional, quan l'Assemblea Nacional havia iniciat oficialment un segon procediment d'impeachment contra Lasso.
Paral·lelament, es realitzaren les eleccions legislatives per completar el període constitucional del IV Període Legislatiu, interromput per la «mort creuada» decretada per Lasso. Simultàniament també dugué a terme una consulta popular sobre la continuïtat de l'explotació petroliera en un bloc del Parc Nacional Yasuní.

## Context
Són els primers comicis electorals extraordinaris a l'Equador des del 1940, així mateix, són les primeres eleccions de la història del país a ser convocades sota el mecanisme constitucional de l'article 148 de la Constitució Nacional, la «mort creuada». Pel seu caràcter extraordinari, aquestes eleccions tenen un procés abreujat.
A les eleccions presidencials de 2021, Guillermo Lasso fou elegit per al període 2021-2025. Tot i això, el 2023, després de l'esclat mediàtic del Caso Encuentro, l'Assemblea Nacional va començar a tramitar un judici polític en contra del president, per presumpte malversació. Després d'una votació aprovatòria, el judici polític contra Lasso es va iniciar el 16 de maig, amb la compareixença del president davant del parlament. No obstant això, l'endemà, Lasso va activar el Decret 741, que ordena la dissolució de l'Assemblea Nacional i va convocar eleccions presidencials i legislatives extraordinàries per completar el període, procés conegut com a «mort creuada».
El president Lasso va argumentar la dissolució de l'Assemblea adduint una greu crisi política i commoció interna, i no va requerir dictamen previ de la Cort Constitucional. Els ex-assembleistes d'Izquierda Democrática i del Partido Social Cristiano van sol·licitar a la Cort que es dictamini la inconstitucionalitat del decret, demandes que van ser rebutjades per la Cort.
El 22 de maig, el Consell Nacional Electoral va aprovar unificar la data de les eleccions presidencials i legislatives amb la consulta popular sobre la prohibició d'explotació petroliera al Parc Nacional Yasuní, la primera consulta popular sol·licitada per la ciutadania en la història del país. De la mateixa manera, durant aquest procés electoral, al Districte Metropolità de Quito tindrà lloc una consulta popular sobre la prohibició de la mineria metàl·lica a les parròquies del Chocó Andino al nord-occident de la ciutat; aquesta consulta, igual que la del Yasuní, va ser convocada per la ciutadania després d'una recollida de firmes.

## Sistema electoral
El president de la República de l'Equador s'elegeix per sufragi universal directe, per a un mandat de cinc anys, mitjançant l'escrutini uninominal majoritari amb segona volta. Si no hi ha cap candidat que en la primera volta aconsegueixi la majoria absoluta dels vots, o al menys el 40% dels vots vàlids superant al segon per almenys un 10%, se celebra una segona volta en què només es poden presentar els dos candidats que han obtingut més vots en la primera volta.

## Campanya electoral
Aquestes són les primeres eleccions presidencials extraordinàries a l'Equador des del 1940 i, a més, tenen la particularitat que set de vuit binomis presidencials estan formats per candidats independents i són les primeres eleccions presidencials amb paritat de gènere a tots els binomis.
La campanya electoral va estar marcada pel clima de violència en diversos punts del país, en relació amb el conflicte en curs amb les xarxes de narcotràfic. Per primera vegada en la història del país un candidat presidencial, Fernando Villavicencio, és assassinat abans de les votacions de la primera volta, fet que es produí el dia 9 d'agost de 2023. Aquest fet se suma a l'assassinat, poc abans d'iniciar-se la campanya, de l'alcalde de Manta, Agustín Intriago. El dia de tancament de la campanya, el 18 d'agost, un altre candidat, Daniel Noboa, es va veure immers en un intercanvi de trets a la ciutat de Durán, al costat de Guayaquil, tot i que no és clar si fou un intent d'assassinat o no.

## Resultats a la 1a volta
En la primera volta, celebrada diumenge 20 d'agost, els dos candidats vencedors van ser Luisa González, del partit correïsta Moviment Revolució Ciutadana i Daniel Noboa, del conservador Acció Democràtica Nacional, amb un 33,62% i un 23,43% dels vots, respectivament. Els dos es disputaren la presidència a la segona volta de les eleccions el 15 d'octubre.
Pel que fa a les consultes populars per a l'explotació petroliera del Parc Nacional Yasuní i la prohibició de la mineria del metalls al Chocó Andino, en ambdues consultes va resultar guanyadora l'opció del «Sí». és a dir, a continuar amb la prohibició de les explotacions.

## Victòria de Daniel Noboa
El 15 d'octubre de 2023 Daniel Noboa va guanyar la presidència a la segona volta de les eleccions anticipades per al període 2023-2025 contra Luisa González, completant així la legislatura presidencial que Guillermo Lasso deixà inconclusa. Amb trenta-cinc anys d'edat, Noboa és el segon president més jove en la història del país i el més jove electe per vot popular.
El nou president i vicepresident assumiran els seus càrrecs el 25 de novembre de 2023, després de rebre les credencials electorals.